# Callibaetis montanus
Callibaetis montanus är en dagsländeart som beskrevs av Eaton 1885. Callibaetis montanus ingår i släktet Callibaetis och familjen ådagsländor. Inga underarter finns listade i Catalogue of Life.